# Seznam držav brez političnih strank
Seznam držav brez političnih strank.

## Države
- Bahrajn – politične stranke so prepovedane, dovoljena pa so politična »združenja«. Mediji ta združenja običajno vseeno imenujejo »stranke«.
- Brunej
- Oman – politične stranke so prepovedane.
- Kuvajt – politične stranke niso uradno prepoznane, dovoljeni pa so politični bloki. Mediji te bloke običajno vseeno imenujejo »stranke«.
- Katar – politične stranke so prepovedane.
- Federativne države Mikronezije
- Palau
- Saudova Arabija – politične stranke so prepovedane.
- Združeni arabski emirati – politične stranke so prepovedane.
- Tuvalu
- Vatikanska mestna država

## Ozemlja
- Kanada
  -  Severozahodni teritoriji
  -  Nunavut
- Združeno kraljestvo
  -  Falklandski otoki
  -  Guernsey
  -  Pitcairnovi otoki
  -  Sveta Helena, Ascension in Tristan da Cunha
- Avstralija
  -  Božični otok
  -  Kokosovi otoki
  -  Otok Norfolk
- Nova Zelandija
  -  Tokelav
- Združene države Amerike
  -  Nebraska